# 北川善太郎
北川 善太郎（きたがわ ぜんたろう、1932年4月5日 - 2013年1月25日）は、日本の法学者。専門は民法。学位は、法学博士（京都大学・1962年）。京都大学名誉教授。1995年紫綬褒章受章。文化庁長官の諮問機関、著作権審議会会長なども務めた。京都府出身。弟子に潮見佳男、山本敬三など。

## 経歴
- 1951年 - 京都大学理学部入学
- 1956年 - 京都大学法学部卒業、司法試験第二次試験合格
- 1961年 - 京都大学大学院法学研究科博士課程修了、京都大学法学部助手
- 1962年 - 京都大学法学博士（博士論文「契約責任の構造」）、京都大学法学部助教授
- 1963年 - ミュンヘン大学留学（1966年まで）
- 1969年 - ワシントン大学ロースクール客員教授
- 1970年 - 京都大学法学部教授 （1996年まで）
- 1973年 - ハーバード大学ロースクール客員教授
- 1974年 - ミュンヘン大学客員教授
- 1981年
  - 京都大学学生部長（1982年まで）
  - 財団法人比較法研究センター理事長（2005年まで）
- 1986年 - マールブルク大学名誉法学博士
- 1989年 - 京都大学法学部長・法学研究科長（1991年まで）
- 1996年 - 京大定年退官、名城大学法学部教授（2006年まで）、財団法人国際高等研究所副所長（2009年まで）
- 2003年 - 特定非営利活動法人コピーマート研究所理事長
- 2009年 - 大阪工業大学大学院知的財産研究科客員教授、京都産業大学大学院法務研究科客員教授
- 2013年 - 1月25日、胆管がんにより死去[3]。80歳歿。

## 受賞歴
- 1984年 - フィリップ・フランツ・フォン・ジーボルト賞
- 1992年 - ドイツ連邦共和国一等功労十字章
- 1995年 - 紫綬褒章
- 1997年 - オイゲン・ウント・イルゼ・ザイボルト賞

## 単独著作
- 『契約責任の研究』（有斐閣、1963年）
- 『日本法学の歴史と理論』（日本評論社、1968年）
- 『Rezeption und Fortbildung des europaeischen Zivilrechts in Japan』（Alfred Metzner Verlag,1970）
- 『現代契約法I・II』（商事法務研究会，1973年-1976年）
- 『消費者法のシステム』（岩波書店，1980年）
- 『民法の理論と体系』（一粒社，1987年）
- 『レクチャー民法入門』（有斐閣，1988年）
- 『技術革新と知的財産法制』（有斐閣，1992年）
- 『民法総則（民法講要I）』（有斐閣、1993年）
- 『物権（民法講要II）』（有斐閣、1993年）
- 『債権総論（民法講要III）』（有斐閣、1993年）
- 『債権各論（民法講要IV）』（有斐閣、1993年）
- 『親族・相続（民法講要Ⅴ）』（有斐閣、2001年、第2版）
- 『近未来の法モデル―近未来から現代を考える』（高等研選書：5，国際高等研究所　1999年）
- 『情報社会における著作権とビジネス』（高等研選書：11，国際高等研究所　2001年）
- 『産学連携高等研モデル』（高等研報告書；0205，国際高等研究所　2002年）
- 『コピーマート：そのもたらしたもの・もたらしうるもの』（高等研報告書；0323，国際高等研究所　2003年）
- 『コピーマート：情報社会の法基盤』（有斐閣，2003年）
- 『近未来の法モデルと法情報』（高等研報告書；0904，国際高等研究所　2009年）

## 共同著作および編纂
- 『Doing Business in Japan』10 Vols. (General Author) (Matthew Bender,1980-to date)
- 『Computer im Dienst der Gesellschaft?: Bericht über das deutsch-japanische Symposium am 22. und 23. Oktober 1982 in Osaka, veranstaltet vom Goethe-Institut Osaka』(Carl Heymanns,1984)
- 『Staat und Unternehmen aus der Sicht des Rechts』(Mohr Siebeck,1994)
- 『Japan: Economic Success and Legal System』(De Gruyter,1996)
- 『Zwischen Kontinuität und Fremdbestimmung』(Mohr Siebeck,1996)
- 『Das Recht vor der Herausforderung eines neuen Jahrhunderts』(Mohr Siebeck,1998)
- 『Regulierung - Deregulierung - Liberalisierung: Tendenzen der Rechtsentwicklung in Deutschland und Japan zur Jahrhundertwende』(Mohr Siebeck,2001)
- 『Festschrift für Apostolos Georgiades』(C.H.Beck,2006)
- 『Das Recht vor den Herausforderungen neuer Technologien: Deutsch-japanisches Symposium in Tübingen vom 12. bis 18. Juli 2004』(Mohr Siebeck,2006)
- 『The Identity of German and Japanese Civil Law in Comparative Perspectives; Die Identität des deutschen und des japanisch』(De Gruyter,2007)
- 『Markt und Staat in einer globalisierten Wirtschaft: Japanisch-deutsches Symposium in Kyoto vom 18. bis 20. September 2008 』(Mohr Siebeck,2010)